# InTERActive
InTERActive ist ein interaktiver Pornofilm des Regisseurs Quinn Roberts aus dem Jahr 2007 mit Tera Patrick als Hauptdarstellerin. Der Film unterscheidet sich von anderen interaktiven Porno-DVDs, wie beispielsweise Virtual Sex with …, dadurch, dass der Zuschauer nicht nur die sexuelle Handlung, sondern auch die Handlung des Films bestimmen kann. Er repräsentiert damit einen neuen Schritt im Genre des virtuellen Pornofilms.

## Handlung
Zu Beginn des Films erfährt der Zuschauer, dass Tera Geburtstag hat, aber ihr Mann (gespielt von non-sex Darsteller und Robert DeNiro-Imitator Sammy Liguori) nicht die Absicht hat, diesen mit ihr zu verbringen, da er arbeiten muss. Als er geht bleibt Tera zurück um ihr Auto zu waschen. Hier beginnt die Möglichkeit für den Zuschauer die Handlung zu bestimmen.

## Auszeichnungen
- 2008: AVN Award – Best Interactive DVD
- 2007: Eroticline Award – Bester Interaktiver Film
- 2008: F.A.M.E. Award – Best Gonzo Movie
- 2008: XRCO Award – Best POV Release